# Thanatos polski. Inkantacje

Thanatos polski – pamięci przyjaciół z Teatru Laboratorium Jerzego Grotowskiego. Kuligów nad Bugiem, zima 1984

Thanatos polski. Inkantacje – ostatnie dzieło sceniczne zrealizowane przez Teatr Laboratorium Jerzego Grotowskiego.

## Spektakl
Dzieło powstawało w fazie parateatralnej pracy zespołu Teatr Laboratorium, prowadzonego przez Jerzego Grotowskiego, jako kreacja zbiorowa pod kierunkiem Ryszarda Cieślaka i miało stanowić rodzaj dzieła pośredniego między poszukiwaniami parateatralnymi (Drzewo Ludzi) a przedstawieniem scenicznym. Po pierwszym etapie, zatytułowanym Po dostojewsku, zakończonym próbami otwartymi 5–16 stycznia 1981 w Olsztynie, zespół zaprezentował we Wrocławiu pierwsze pokazy Thanatosa polskiego w dniach 28 lutego – 6 marca 1981. W dniach 9 marca – 3 maja 1981 twórcy zaprezentowali spektakl w Palermo w ramach kierowanego przez Ludwika Flaszena programu La realizzacioni.
Pokazy zakończyły się wraz ze śmiercią Antoniego Jahołkowskiego – 1 września 1981.
Plakat teatralny spektaklu zaprojektował Eugeniusz Get-Stankiewicz.
Do spektaklu nawiązuje rzeźba Thanatos polski Krzysztofa M. Bednarskiego z 1984. Stanowi mobilny pomnik poświęcony aktorom Teatru Laboratorium. Dzieło opatrzone jest autorską dedykacją: „Rzeźba poświęcona zmarłemu przedwcześnie Jackowi Zmysłowskiemu i innym przedwcześnie zmarłym członkom Teatru Laboratorium: Zbigniewowi Cynkutisowi, Antoniemu Jahołkowskiemu, Stanisławowi Ścierskiemu, Ryszardowi Cieślakowi”. Pierwotna lokalizacja pomnika znajdowała się nad Bugiem.

### Przebieg spektaklu
Udział widzów w spektaklu zakładał czynne uczestnictwo, co oznaczało włączanie się nie w fizyczną akcję, ale współodczuwanie emocjonalne. Thanatos polski powstał na podstawie improwizacji aktorskich, nie miał jednolitej fabuły. Jego osią była improwizowana muzyka, a tematyka obejmowała niewerbalnie odczuwaną polskość. Przedstawienie łączyło inspiracje pochodzące z lektury Fiodora Dostojewskiego, wierszy Adama Mickiewicza, Czesława Miłosza, Rafała Wojaczka, parateatralne doświadczenia tworzenia i umacniania otwartych relacji międzyludzkich oraz reakcje na wydarzenia polityczne w Polsce. Kończyło się cichym skowytem: „Jeszcze, Polska...”.
W spektaklu wykorzystano fragmenty wierszy:
- Adam Mickiewicz: [Gęby za lud krzyczące...]
- Czesław Miłosz: Naród (Kraków 1945), z tomu Światło dzienne
- Rafał Wojaczek: Na jednym rymie (1969), Na brzegu wielkiej wody (1970), z tomu Inna Bajka[4].

W przedstawieniu nie było wyodrębnionego pola do gry i działań aktorskich. Publiczność wprowadzano do sali pojedynczo, proszono o zdjęcie obuwia i zajęcia miejsca na podłodze. Spektakl rozpoczynał się nuconą przez Antoniego Jahołkowskiego pieśnią ze zwrotką: „biedna ziemia, ziemia pole, pole las...”. Na Thanatosa polskiego składało się kilka scen, ale całość miała charakter próby otwartej z możliwością wydłużenia czasu trwania i podjęcia wspólnych działań jak w przypadku innych projektów parateatralnych Teatru Laboratorium. Tadeusz Burzyński wspomina:
Odbywają się jakieś egzorcyzmy, a następnie rozwija wielki „chocholi” taniec, w którym jesteśmy dość skutecznie kuszeni do współudziału. Otwiera on jakby dwie przestrzenie: liryczną, nieco sielską, gdzie łąką pachnie, i – drugą – rozkiełznaną, wulgarną lub tak właśnie się kojarzącą. Tu – w moim odczuciu po raz pierwszy w sposób ostry otwiera się dwubiegunowość tego, co ulotka nazywa „zaprogramowaną strefą skojarzeń”.

## Obsada
- Antoni Jahołkowski,
- Zbigniew Kozłowski,
- Rena Mirecka,
- Teresa Nawrot,
- Irena Rycyk,
- Stanisław Scierski[2]

Był to zespół złożony z aktorów Teatru Laboratorium i uczestników działań parateatralnych, wśród których tylko Teresa Nawrot była zawodową aktorką.